# Izaak Towbin
Izaak Towbin (ur. 24 września 1899 w Korcu na Wołyniu, zm. 1941) – szachista polski, prawnik, zasłużony działacz szachowy i sygnatariusz aktu powołania Międzynarodowej Federacji Szachowej FIDE.
Był synem kupca Bera Towbina. W latach 1910–1918 uczęszczał do gimnazjum w Kijowie, następnie rozpoczął studia na wydziale prawa tamtejszego uniwersytetu. Na początku lat 20. XX wieku, kiedy ojciec zakupił w Warszawie firmę handlującą drzewem, przeniósł się do stolicy Polski; w 1926 uzyskał dyplom magistra prawa na Uniwersytecie Warszawskim. Pracował przez kilkanaście lat jako radca prawny w Warszawie.
Niemal od początku pobytu w Warszawie próbował swoich sił w rywalizacji szachowej. W styczniu 1922 zajął V-VII miejsce w I Akademickich Mistrzostwach Warszawy, wyprzedzony przez zawodników wysokiej klasy - Stanisława Kohna, Karola Piltza, Kazimierza Makarczyka i Zygmunta Marjenstrassa. Związał się z Warszawskim Towarzystwem Zwolenników Gry Szachowej i właśnie jako członek tego klubu wyjechał latem 1924 na pierwszą olimpiadę szachową do Paryża. Impreza przeszła do historii jako olimpiada nieoficjalna, a Towbin nie był tam w charakterze zawodnika, a jedynie działacza. Jemu też przypadł zaszczyt sygnowania w imieniu Polski aktu powołania Międzynarodowej Federacji Szachowej w ostatnim dniu olimpiady. Towbin, który był jednym z piętnastu sygnatariuszy aktu, występował w Paryżu jako reprezentant klubu warszawskiego, gdyż Polski Związek Szachowy powstał dopiero dwa lata później.
W kolejnych latach Towbin występował w turniejach Warszawskiego Towarzystwa Zwolenników Gry Szachowej, nie odnosząc jednak większych sukcesów. W 1925 podzielił III-V miejsce, przed m.in. Leonem Kremerem, Paulinem Frydmanem, Kazimierzem Makarczykiem. W warszawskich eliminacjach mistrzostw Polski na przełomie 1925 i 1926 uplasował się na IX pozycji, co nie dało mu awansu do turnieju finałowego. VIII-IX miejsce zajął w mistrzostwach Warszawy na przełomie 1926 i 1927. Za jeden z większych sukcesów zawodniczych Towbina można uznać III-V miejsce w Pucharze Polskiego Związku Szachowego, rozegranym w 1927 w Łodzi.
Od początku lat 30. Towbin przeszedł niemal całkowicie do działalności organizacyjnej. W 1931 brał udział w przygotowaniach wizyty w Polsce Akiby Rubinsteina, a nawet odniósł nad słynnym szachistą zwycięstwo w partii towarzyskiej, tyle że o charakterze konsultacyjnym - z Rubinsteinem zmierzyli się wspólnie Towbin, Mieczysław Najdorf oraz Elpern. W kwietniu 1933 Towbin był w gronie założycieli Warszawskiego Klubu Szachistów, wspólnie m.in. z Dawidem Przepiórką, Kazimierzem Makarczykiem, Paulinem Frydmanem, Leonem Tuhan-Baranowskim. Zaledwie w ciągu roku klub pod kierownictwem Towbina rozrósł się do organizacji liczącej przeszło 200 członków.
Towbin zasiadał również we władzach Polskiego Związku Szachowego. W 1936 serię komentarzy wywołała jego wypowiedź na łamach „Gazety Polskiej”: „Szachy to nie sport, szachy to sztuka i zawodowstwo w tej dziedzinie jest ze wszech miar pożądane”.
Izaak Towbin mieszkał i pracował w Warszawie także w okresie okupacji niemieckiej; prawdopodobnie był jedną z ofiar Holokaustu.